# Câmara de bolhas

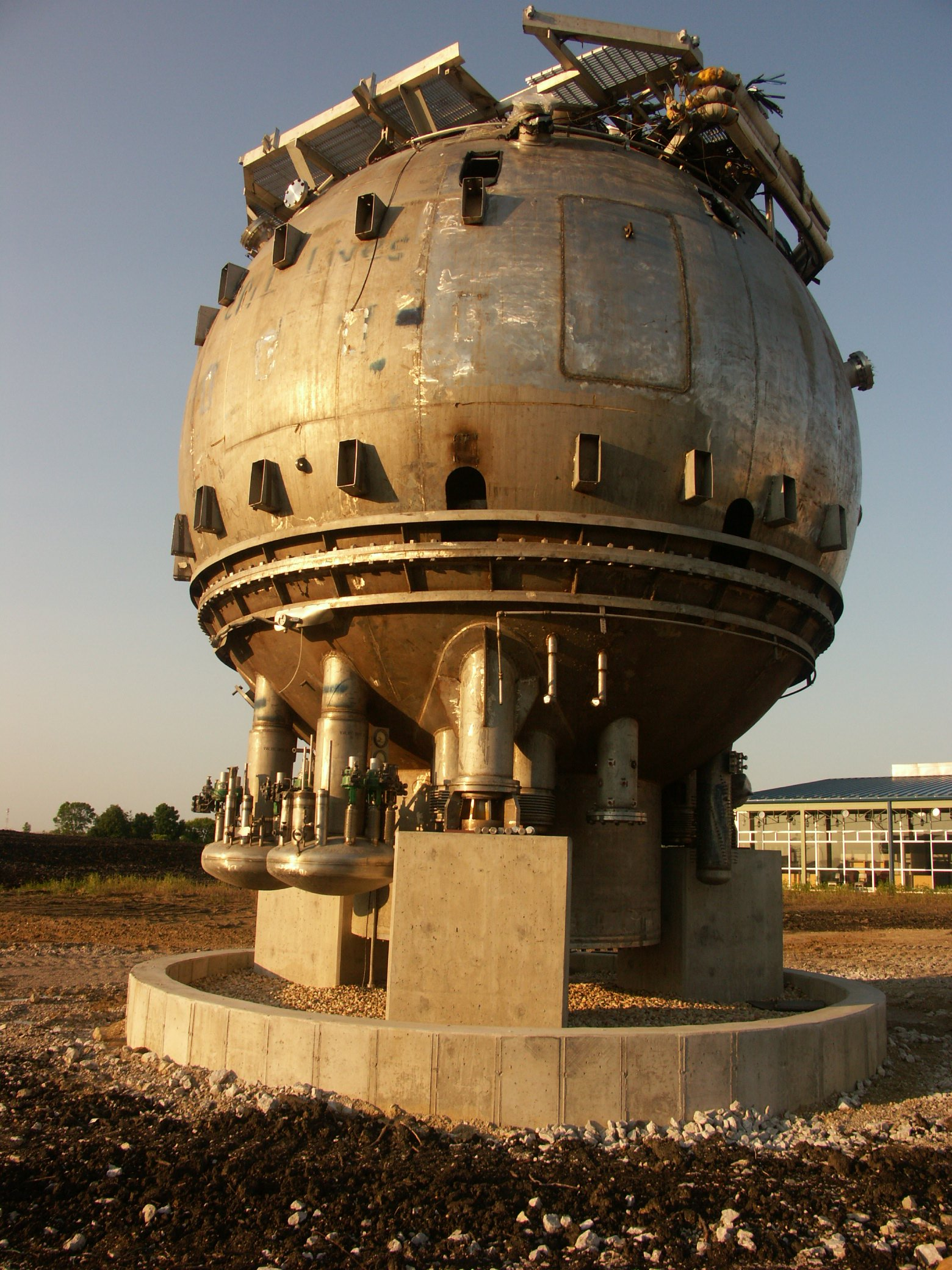
A câmara de bolhas desativada do Fermilab com15 ft

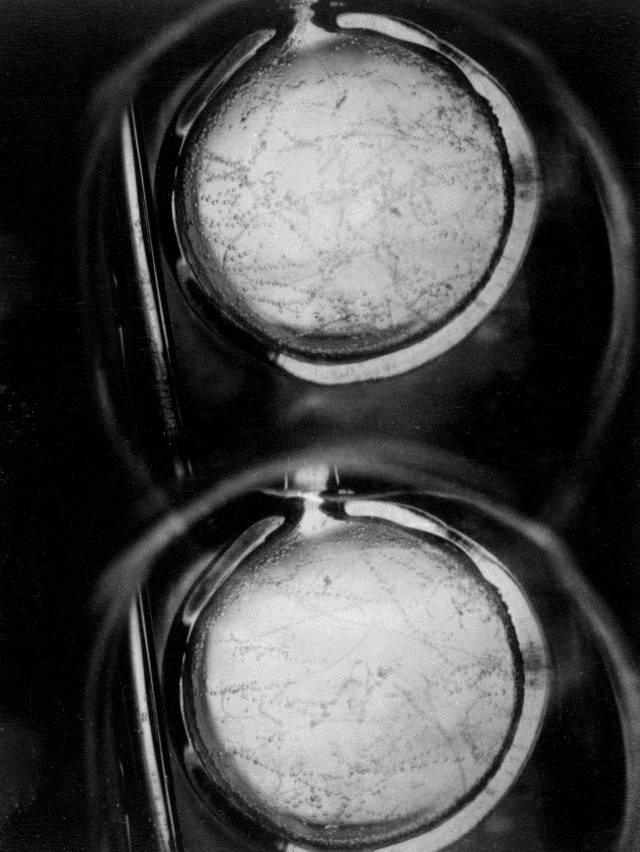
Os primeiros traços observados por John Wood na sua câmara de bolhas de hidrogênio líquido de 3.8cm, em 1954

Uma câmara de bolhas é um recipiente cheio de um líquido transparente superaquecido (geralmente hidrogênio líquido ) usado para detectar partículas eletricamente carregadas que se movem através dele. Foi inventado em 1952 por Donald A. Glaser, pelo qual ele recebeu o Prêmio Nobel de Física em 1960. Supostamente, Glaser se inspirou nas bolhas de um copo de cerveja ; no entanto, em uma palestra de 2006, ele refutou essa história, dizendo que, embora a cerveja não tenha sido a inspiração para a câmara de bolhas, ele fez experimentos usando cerveja para preencher os primeiros protótipos .
Embora as câmaras de bolhas fossem amplamente utilizadas no passado, agora foram suplantadas principalmente por câmaras proporcionais multifios, câmaras de faísca, câmaras de "deriva" e detectores de silício . Câmaras de bolhas notáveis incluem a Big European Bubble Chamber (BEBC, "Grande Câmara de Bolhas Europeia", em português) e a Gargamelle .

## Função e uso

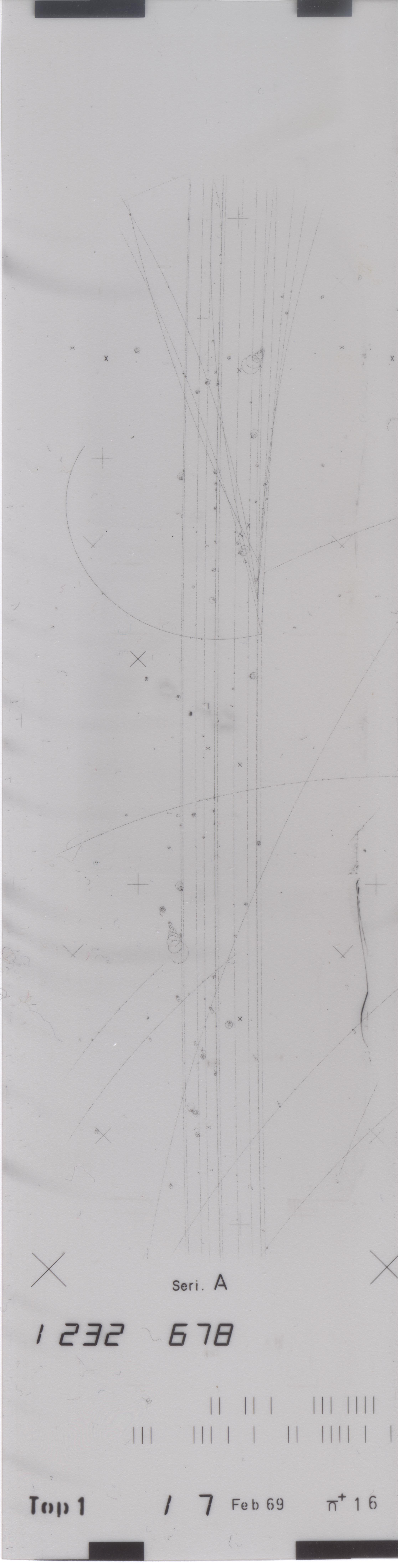
Uma gravação de uma câmara de bolhas do CERN

Uma câmara de bolha

A câmara de bolhas é semelhante a uma câmara de nuvem, tanto na aplicação quanto no princípio básico. Normalmente é feita enchendo um grande cilindro com um líquido aquecido até logo abaixo de seu ponto de ebulição . Conforme as partículas entram na câmara, um pistão repentinamente diminui sua pressão e o líquido entra em uma fase superaquecida metaestável. Partículas carregadas criam uma trilha de ionização, em torno da qual o líquido vaporiza, formando bolhas microscópicas. A densidade das bolhas em torno de uma trilha é proporcional à perda de energia de uma partícula.
As bolhas aumentam de tamanho à medida que a câmara se expande, até que sejam grandes o suficiente para serem vistas ou fotografadas. Várias câmeras são montadas em torno dela, permitindo que uma imagem tridimensional de um evento seja capturada. Câmaras de bolhas com resoluções de alguns micrômetros (μm) já foram criadas
Muitas vezes é útil submeter toda a câmara a um campo magnético constante. Ele atua sobre partículas carregadas através da força de Lorentz e faz com que elas viajem em trajetórias helicoidais cujos raios são determinados pelas razões carga-massa das partículas e suas velocidades. Como a magnitude da carga de todas as partículas subatômicas conhecidas, carregadas e de vida longa é a mesma de um elétron, seu raio de curvatura deve ser proporcional ao seu momento . Assim, medindo o raio de curvatura de uma partícula, seu momento pode ser determinado.

### Descobertas notáveis
Descobertas notáveis feitas por câmaras de bolhas incluem a descoberta de correntes fracas neutras em Gargamelle em 1973, que estabeleceu a solidez da teoria eletrofraca e levou à descoberta dos bósons W e Z em 1983 (nos experimentos UA1 e UA2) . Recentemente, câmaras de bolhas foram usadas em pesquisas sobre partículas massivas que interagem fracamente (WIMP) s, nos experimentos SIMPLE, COUPP, PICASSO e, mais recentemente, PICO .

## Desvantagens
Embora as câmaras de bolhas tenham sido muito bem-sucedidas no passado, elas são de uso limitado em experimentos modernos de muito alta energia por uma variedade de razões:
- A necessidade de uma leitura fotográfica em vez de dados eletrônicos tridimensionais torna-as menos convenientes, especialmente em experimentos que devem ser reiniciados, repetidos e analisados muitas vezes.
- A fase superaquecida deve estar pronta no momento preciso da colisão, o que dificulta a detecção de partículas de vida curta.
- As câmaras de bolhas não são grandes nem maciças o suficiente para analisar colisões de alta energia, onde todos os produtos devem estar contidos dentro do detector.
- As partículas de alta energia podem ter raios de curvatura muito grandes para serem medidos com precisão em uma câmara relativamente pequena, dificultando assim a estimativa precisa do momento.

Devido a esses problemas, as câmaras de bolhas foram amplamente substituídas por câmaras proporcionais multifios, que permitem que as energias das partículas sejam medidas ao mesmo tempo. Outra técnica alternativa é a câmara de faíscas .

## Exemplos
- 30 cm Bubble Chamber (CERN)
- 81 cm Saclay Bubble Chamber
- 2 m Bubble Chamber (CERN)
- Berne Infinitesimal Bubble Chamber
- Bevatron,um acelerador de partículas com uma câmara de bolhas de hidrogênio líquido
- Big European Bubble Chamber
- Holographic Lexan Bubble Chamber
- Gargamelle, uma câmara de bolhas pesada e líquida que operou no CERN entre 1970 e 1979
- LExan Bubble Chamber
- PICO, uma câmara de bolhas de freon líquido que procura por matéria escura
- SNOLAB